# Zhenmentempel
Zhenmentempel is een daoïstische tempel in de Tainanese gebied Luerhmen (district Annan, Republiek China (Taiwan)). De tempel is gewijd aan de zeegodin Tianhou. In de tempel bevindt zich een stuk steen waarvan men zegt dat de Chinese volksheld Koxinga daarop geboren is. Het stuk steen wordt 'erdanshi' (兒誕石) genoemd. In de Cienhal (慈恩堂) van de tempel wordt de moeder van Koxinga vereerd. Op de deuren van de hoofdingang van de tempel staan Menshen geschilderd die een westers gezicht hebben.
De tempel is in 1996 gebouwd om Koxinga en zijn soldaten te herdenken. Zes jaar daarvoor werd op dezelfde plek Koxinga en zijn leger herdacht. Toen Koxinga en zijn Chinese leger het eiland Taiwan veroverde op de Hollanders, brachten ze in Luerhmen, waar ze aan land kwamen, offers aan de zeegodin Tianhou. Daarom werd de tempel gewijd aan de zeegodin. Het gebouw bestaat uit twee etages en de ingang is gericht op de zee. 